# Ammazzacaffè

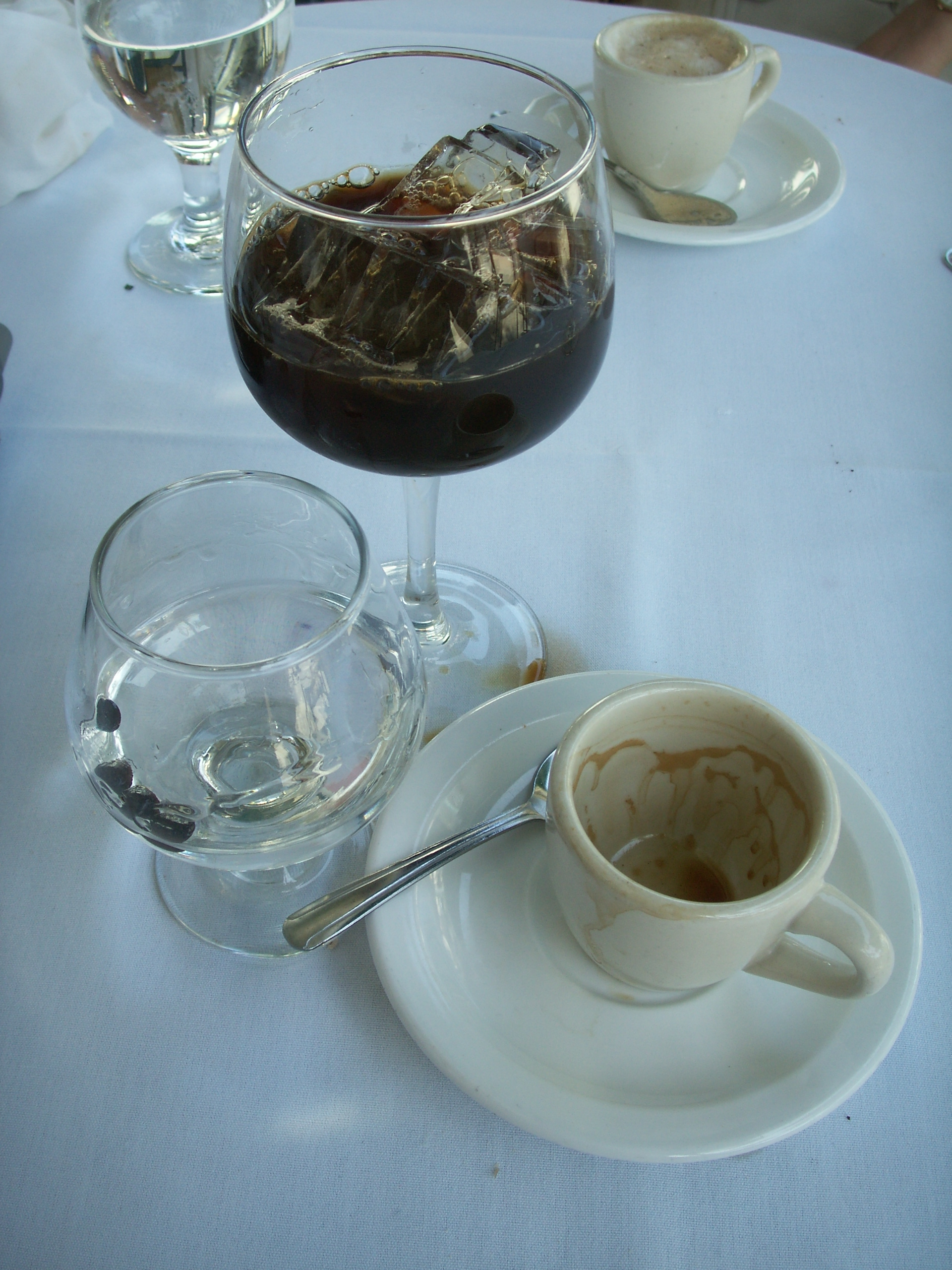
Sklenka sambucy servírovaná jako Ammazzacaffè

Ammazzacaffè (italsky kávovrah, v nářečí také pussacaffè či resentin) je likér, který se podle italského zvyku podává po vypití kávy, aby překryl, „zabil“ její chuť nebo účinky kofeinu. Zvyk vznikl mezi italskou aristokracií, kde bylo zvykem odebrat se po obědě do jiné místnosti, kde se podával doutník a káva spolu s koňakem nebo brandy. Dnes se podávají většinou hořké lihoviny, např. sambuca, grappa, limoncello, mirto, whisky, koňak nebo anýzový likér. V severní Itálii je zvykem vypláchnout likérem, obvykle grappou, šálek od kávy a tu pak vypít. 